# Anna Sivkova
Anna Vitalievna Sivkova (em russo: Анна Витальевна Сивкова; Moscou, 12 de abril de 1982) é uma ex-esgrimista russa que conquistou a medalha de ouro por equipes nas Olimpíadas de 2004, além de ter alcançado três títulos mundiais e quatro títulos europeus na categoria por equipes.
Sivkova começou a praticar esgrima em 1993, aos onze anos de idade, e integrou a equipe sênior da Rússia em 2001, quando conquistou a medalha de ouro no campeonato continental. Mais tarde, ela se formou pela Academia Estadual de Cultura Física de Moscou.
Em reconhecimento às suas conquistas esportivas, Sivkova foi condecorada com a Ordem da Amizade e recebeu o título de Mestre dos Esportes da Rússia. Em 2013, foi reconhecida como a melhor esgrimista da Rússia.

## Palmarès
Jogos Olímpicos
| Ano  | Local  | Evento             | Posição | Ref.  |
| ---- | ------ | ------------------ | ------- | ----- |
| 2004 | Atenas | Espada por equipes | 1.ª     | [ 8 ] |

Campeonatos Mundiais
| Ano  | Local           | Evento             | Posição | Ref.   |
| ---- | --------------- | ------------------ | ------- | ------ |
| 2001 | Nîmes           | Espada por equipes | 1.ª     | [ 9 ]  |
| 2003 | Havana          | Espada por equipes | 1.ª     | [ 9 ]  |
| 2013 | Budapeste       | Espada por equipes | 1.ª     | [ 10 ] |
| 2007 | São Petersburgo | Espada por equipes | 2.ª     | [ 11 ] |
| 2013 | Budapeste       | Espada individual  | 2.ª     | [ 12 ] |

Campeonatos Europeus
| Ano  | Local        | Evento             | Posição | Ref.   |
| ---- | ------------ | ------------------ | ------- | ------ |
| 2003 | Burges       | Espada por equipes | 1.ª     | [ 9 ]  |
| 2004 | Copenhague   | Espada por equipes | 1.ª     | [ 9 ]  |
| 2005 | Zalaegerszeg | Espada por equipes | 1.ª     | [ 9 ]  |
| 2012 | Legnano      | Espada por equipes | 1.ª     | [ 13 ] |
| 2001 | Coblença     | Espada por equipes | 2.ª     | [ 9 ]  |
| 2002 | Moscou       | Espada por equipes | 2.ª     | [ 9 ]  |
| 2004 | Copenhague   | Espada individual  | 2.ª     | [ 9 ]  |
| 2009 | Plovdiv      | Espada individual  | 2.ª     | [ 14 ] |
| 2011 | Sheffield    | Espada por equipes | 2.ª     | [ 15 ] |
| 2008 | Quieve       | Espada individual  | 3.ª     | [ 16 ] |

## Condecorações
- Homenageado Mestre dos Esportes da Rússia (2003)[5]
- Ordem da Amizade (18 de fevereiro de 2006)[4]